# Harrisoniano
La etapa norteamericana del Harrisoniano en la escala de tiempo geológico es la etapa de la fauna de América del Norte según la cronología de las edades de los mamíferos terrestres de América del Norte (NALMA), que normalmente se establece entre 24 800 000 y 20 600 000 años AP, un período de 4,2 millones de años.  Generalmente se considera que se superpone a las etapas del Chatiano y el Aquitaniense dentro del Paleógeno tardío. El Harrisonianiano es precedido por el Monroecrequiano y seguido por el escenario NALMA del Hemingfordiano.
- Datos: Q5666210